# J.P. Møller (husmandsleder)
Jens Peder Møller (eller Jens Peter Møller, født Andersen 2. december 1863 i Lille Thorum på Salling, død 17. december 1935 samme sted) var en dansk husmandsleder og politiker.
Møller blev født i 1863 som søn af husmand Anders Jensen Møller (1813-1886) og Pouline Pedersdatter (1828-1910). Han var døbt Jens Peter Andersen, men fik ændret sit efternavn til Møller 10. maj 1905.
Som barn var Møller hyrdedreng. Han tjente i en periode som karl på gårde i Salling indtil han i 1885 flyttede hjem til forældrene hvor han hjalp til på deres husmandssted på 3 hektar foruden at være daglejer og udføre tørvegravning. Han overtog husmandsstedet i 1891 og blev samme år gift med Else Nielsen (1865-1936) som var husmandsdatter. De arbejdede sammen på husmandsstedet, og han fik få senere Foreningen af jyske landboforeningers sølvmedalje for landboflid.
Møller deltog aktivt i Fremad, den første husmandsforening i Salling, fra stiftelsen i 1901. Han blev i 1902 medlem af Salling Landboforenings husmandsudvalg som forvaltede statens tilskud til husmandsbruget. Fra 1907 til sin død i 1935 var han formand for Fremad. Han var kendt for at arrangere husmandsrejser i Salling. I starten kun for mænd, men fra 1907-1935 for husmandskoner. Han var formand for Skive omegns udstykningsforening fra 1910 og arbejdede blandt andet med udstykningerne af Bustrup og Jungetgård.
Han var medlem af Viborg Amtsråd 1917-1935, og medlem af Landstinget valgt af Det Radikale Venstre i 6. landstingskreds fra 11. maj 1918 til 10. august 1920.
Møller var aktiv afholdsmand og formand for Thorum Afholdsforening. Han var også formand for Thorum Brugsforening og Thorum Landboforenings Planteavlsudvalg. Han var revisor for Husmandshypotekforeningen og ved sin død formand for den. Han var også medlem af Det Radikale Venstres hovedbestyrelse og medlem af styrelsen for De samvirkende jyske husmandsforeninger ved sin død. Han var en hyppig taler i husmandskredse.
Han døde 17. december 1935 og hans kone, Else, døde få uger senere 6. januar 1936. Fremad opsatte en mindesten ved deres husmandssted hvis nuværende adresse er Skivevej 63, Thorum, 7870 Roslev. Stenen blev i 2019 flyttet til byskoven i Thorum.